# Kris Joseph
Kristopher Carlos Joseph, detto Kris (Montréal, 17 dicembre 1988), è un ex cestista canadese con cittadinanza trinidadiana.

## Carriera
È stato selezionato dai Boston Celtics al secondo giro del Draft NBA 2012 (51ª scelta assoluta).

## Statistiche

### NBA

#### Regular season
| Anno     | Squadra        | PG | PT | MP  | TC%  | 3P% | TL%  | RP  | AP  | PRP | SP  | PP  |
| -------- | -------------- | -- | -- | --- | ---- | --- | ---- | --- | --- | --- | --- | --- |
| 2012-13  | Boston Celtics | 6  | 0  | 4,0 | 18,2 | 0,0 | 75,0 | 0,8 | 0,2 | 0,0 | 0,0 | 1,2 |
| 2012-13  | Brooklyn Nets  | 4  | 0  | 7,5 | 0,0  | 0,0 | 50,0 | 0,5 | 0,0 | 0,8 | 0,0 | 0,5 |
| Carriera | Carriera       | 10 | 0  | 5,4 | 14,3 | 0,0 | 62,5 | 0,7 | 0,1 | 0,3 | 0,0 | 0,9 |

## Palmarès
- All-NBDL Second Team (2013)
- All-NBDL All-Rookie First Team (2013)